# Саркар, Манодж
Манодж Саркар (род. 12 января 1990, Рудрапур, Уттар-Прадеш) — индийский бадминтонист-паралимпиец, бронзовый призёр Олимпийских игр, трёхкратный чемпион мира, чемпион Азии, призёр Азиатских Паралимпийских игр.
Лидер мирового рейтинга в классе SL3.
Сотрудничает с GoSports Foundation по программе Para Champions.

## Биография
Из-за неправильного лечения полиомиелита в возрасте одного года Манодж получил поражение нижних конечностей (больше всего пострадала правая нога).
В пятилетнем возрасте начал играть в бадминтон, с 2011 года участвует в паралимпийских соревнованях. Мотивацией на первых порах для него было желание обыграть старших братьев.

## Карьера
В 2013 завоевал золото на чемпионате мира в Дортмунде в парном разряде в классе SL3.
В 2016 году завоевал золото на чемпионате Азии в одиночном разряде в классе SL3.
Манодж завоевал множество наград на международных соревнованиях, включая серебро в мужском одиночном разряде на Международном турнире в Таиланде (2017), золото на Международном турнире в Уганде (2017) и серебро на международном турнире в Ирландии (2016). В 2015 году он завоевал золото в парном разряде на чемпионате мира по парабадминтону. Он также выиграл золотую медаль на Международном чемпионате Турции по парабадминтону в мае 2018 года.
На Азиатских Паралимпийских играх 2018 года в Джакарте завоевал две бронзовые медали — в одиночном разряде и парном.
В 2019 году на чемпионате мира в Базеле стал чемпионом мира в парном разряде, повторив успех 2015 года.
На Паралимпийских играх 2020 года в Токио попал в одну группу с будущим чемпионом, соотечественником Прамодом Бхагатом, которому проиграл со счётом 1:2 по сетам. Затем он победил украинца Александра Чиркова. В полуфинале проиграл британцу Даниэлю Бетелу, но в матче за бронзу смог победить японца Дайсукэ Фудзихару.